# Torneio Final de 2013 (Argentina)
O Torneio Final «Eva Perón» de 2013, no qual foi colocada em jogo a Copa Juana Azurduy, foi o nome atribuído ao segundo turno do Campeonato Argentino de Futebol de 2012–13. O certame foi disputado na primeira metade do ano, entre 8 de fevereiro e 23 de junho, dando continuidade da octogésimo terceira temporada da era profissional da Primeira Divisão do futebol argentino.
Por resolução do Comitê Executivo da Asociación del Fútbol Argentino, publicado em 24 de outubro, foi decidido que seu vencedor, assim como o do Torneio Inicial de 2012 seria considerado campeão oficial, ao contrário do estabelecido inicialmente no regulamento da competição.
O vencedor foi o Club Atlético Newell's Old Boys, pela sexta vez em sua história. Sua consagração aconteceu uma data antes da finalização da competição, e, assim como o Vélez Sársfield, obteve o direito de disputar a final do campeonato contra o campeão do Torneio Inicial, e também se classificou para a Copa Libertadores da América de 2014.

## Classificação final
| Pos | Equipes             | Pts | J  | V  | E  | D  | GM | GS | SG  |
| --- | ------------------- | --- | -- | -- | -- | -- | -- | -- | --- |
| 1   | Newell's Old Boys   | 38  | 19 | 12 | 2  | 5  | 40 | 21 | 19  |
| 2   | River Plate         | 35  | 19 | 10 | 5  | 4  | 28 | 22 | 6   |
| 3   | Lanús               | 33  | 19 | 8  | 9  | 2  | 26 | 14 | 12  |
| 4   | San Lorenzo         | 32  | 19 | 8  | 8  | 3  | 26 | 16 | 10  |
| 5   | Quilmes             | 31  | 19 | 8  | 7  | 4  | 28 | 22 | 6   |
| 6   | Racing              | 29  | 19 | 8  | 5  | 6  | 24 | 17 | 7   |
| 7   | Godoy Cruz          | 29  | 19 | 7  | 8  | 4  | 23 | 16 | 7   |
| 8   | Arsenal             | 29  | 19 | 8  | 5  | 6  | 25 | 22 | 3   |
| 9   | San Martín (SJ)     | 26  | 19 | 7  | 5  | 7  | 31 | 28 | 3   |
| 10  | Belgrano            | 23  | 19 | 4  | 11 | 4  | 14 | 13 | 1   |
| 11  | Atlético de Rafaela | 23  | 19 | 5  | 8  | 6  | 21 | 23 | -2  |
| 12  | Independiente       | 22  | 19 | 5  | 7  | 7  | 16 | 17 | -1  |
| 13  | Tigre               | 21  | 19 | 6  | 3  | 10 | 22 | 30 | -8  |
| 14  | Vélez Sarsfield     | 20  | 19 | 4  | 8  | 7  | 18 | 20 | -2  |
| 15  | Estudiantes         | 20  | 19 | 4  | 8  | 7  | 15 | 19 | -4  |
| 16  | All Boys            | 20  | 19 | 5  | 5  | 9  | 15 | 24 | -9  |
| 17  | Colón               | 20  | 19 | 5  | 5  | 9  | 20 | 30 | -10 |
| 18  | Argentinos Juniors  | 18  | 19 | 4  | 6  | 9  | 13 | 21 | -8  |
| 19  | Boca Juniors        | 18  | 19 | 3  | 9  | 7  | 13 | 29 | -16 |
| 20  | Unión               | 17  | 19 | 3  | 8  | 8  | 17 | 31 | -14 |

#### Desempenho por rodada
|                     | 1ªR | 2ªR | 3ªR | 4ªR | 5ªR | 6ªR | 7ªR | 8ªR | 9ªR | 10ªR | 11ªR | 12ªR | 13ªR | 14ªR | 15ªR | 16ªR | 17ªR | 18ªR | 19ªR |
| ------------------- | --- | --- | --- | --- | --- | --- | --- | --- | --- | ---- | ---- | ---- | ---- | ---- | ---- | ---- | ---- | ---- | ---- |
| All Boys            | 5   | 1   | 2   | 5   | 12  | 2   | 7   | 3   | 4   | 3    | 2    | 2    | 2    | 4    | 1    | 1    | 2    | 3    | \4   |
| Argentinos Juniors  | 3   | 2   | 1   | 4   | 2   | 3   | 11  | 13  | 111 | 11   | 1    | 8    | 2    | 1    | 11   | 1    | 2    | 1    | 2    |
| Arsenal de Sarandí  |     |     |     |     |     |     |     |     |     |      |      |      |      |      |      |      |      |      |      |
| Atlético de Rafaela |     |     |     |     |     |     |     |     |     |      |      |      |      |      |      |      |      |      |      |
| Belgrano            |     |     |     |     |     |     |     |     |     |      |      |      |      |      |      |      |      |      |      |
| Boca Juniors        |     |     |     |     |     |     |     |     |     |      |      |      |      |      |      |      |      |      |      |
| Colón               |     |     |     |     |     |     |     |     |     |      |      |      |      |      |      |      |      |      |      |
| Estudiantes         |     |     |     |     |     |     |     |     |     |      |      |      |      |      |      |      |      |      |      |
| Godoy Cruz          |     |     |     |     |     |     |     |     |     |      |      |      |      |      |      |      |      |      |      |
| Independiente       |     |     |     |     |     |     |     |     |     |      |      |      |      |      |      |      |      |      |      |
| Lanús               |     |     |     |     |     |     |     |     |     |      |      |      |      |      |      |      |      |      |      |
| Newell's Old Boys   |     |     |     |     |     |     |     |     |     |      |      |      |      |      |      |      |      |      |      |
| Quilmes             |     |     |     |     |     |     |     |     |     |      |      |      |      |      |      |      |      |      |      |
| Racing              |     |     |     |     |     |     |     |     |     |      |      |      |      |      |      |      |      |      |      |
| River Plate         |     |     |     |     |     |     |     |     |     |      |      |      |      |      |      |      |      |      |      |
| San Lorenzo         |     |     |     |     |     |     |     |     |     |      |      |      |      |      |      |      |      |      |      |
| San Martín          |     |     |     |     |     |     |     |     |     |      |      |      |      |      |      |      |      |      |      |
| Tigre               |     |     |     |     |     |     |     |     |     |      |      |      |      |      |      |      |      |      |      |
| Unión               |     |     |     |     |     |     |     |     |     |      |      |      |      |      |      |      |      |      |      |
| Vélez Sarsfield     |     |     |     |     |     |     |     |     |     |      |      |      |      |      |      |      |      |      |      |

|  |                                                             |
|  | Líder e classificado à segunda fase da Libertadores de 2014 |

## Premiação
| Torneio Final de 2013                 |
| ------------------------------------- |
| Newell's Old Boys Campeão (6° título) |

## Artilharia
| Jogador               | Equipe              | Gols | Jogada | Cabeça | T. Livre | Pênalti |
| --------------------- | ------------------- | ---- | ------ | ------ | -------- | ------- |
| Emmanuel Gigliotti    | Colón               | 11   | 4      | 4      | 0        | 3       |
| Ignacio Scocco        | Newell's Old Boys   | 11   | 6      | 2      | 0        | 3       |
| Silvio Romero         | Lanús               | 9    | 8      | 0      | 0        | 1       |
| Luciano Vietto        | Racing              | 8    | 6      | 1      | 0        | 1       |
| Martín Cauteruccio    | Quilmes             | 7    | 7      | 0      | 0        | 0       |
| Ezequiel Rescaldani   | Vélez Sarsfield     | 7    | 6      | 0      | 0        | 1       |
| Duván Zapata          | Estudiantes         | 7    | 2      | 3      | 0        | 2       |
| Andrés Franzoia       | Unión               | 6    | 6      | 0      | 0        | 0       |
| Mauro Óbolo           | Godoy Cruz          | 6    | 4      | 1      | 0        | 1       |
| Claudio Riaño         | San Martín          | 6    | 6      | 0      | 0        | 0       |
| Darío Benedetto       | Arsenal             | 5    | 5      | 0      | 0        | 0       |
| Ismael Blanco         | Lanús               | 5    | 5      | 0      | 0        | 0       |
| Manuel Lanzini        | River Plate         | 5    | 3      | 1      | 0        | 1       |
| Carlos Luna           | River Plate         | 5    | 3      | 2      | 0        | 0       |
| Humberto Osorio       | San Martín          | 5    | 4      | 1      | 0        | 0       |
| Santiago Silva        | Boca Juniors        | 5    | 1      | 2      | 0        | 2       |
| Maximiliano Urruti    | Newell's Old Boys   | 5    | 4      | 1      | 0        | 0       |
| Gonzalo Verón         | San Lorenzo         | 5    | 5      | 0      | 0        | 0       |
| Ángel Vildozo         | All Boys            | 5    | 1      | 2      | 0        | 2       |
| Miguel Caneo          | Quilmes             | 4    | 3      | 0      | 1        | 0       |
| Ángel Correa          | San Lorenzo         | 4    | 4      | 0      | 0        | 0       |
| Facundo Curuchet      | Colón               | 4    | 4      | 0      | 0        | 0       |
| Adrián Fernández      | Independiente       | 4    | 4      | 0      | 0        | 0       |
| Julio César Furch     | Arsenal             | 4    | 3      | 1      | 0        | 0       |
| Federico González     | Atlético de Rafaela | 4    | 1      | 1      | 0        | 2       |
| Federico Insúa        | Vélez Sarsfield     | 4    | 2      | 0      | 1        | 1       |
| Lucas Landa           | San Martín          | 4    | 1      | 3      | 0        | 0       |
| Jonathan López        | Atlético de Rafaela | 4    | 3      | 1      | 0        | 0       |
| Lisandro López        | Arsenal             | 4    | 0      | 4      | 0        | 0       |
| Jorge Luna            | San Martín          | 4    | 4      | 0      | 0        | 0       |
| Sebastián Penco       | San Martín          | 4    | 3      | 1      | 0        | 0       |
| Matías Pérez García   | Tigre               | 4    | 0      | 1      | 0        | 3       |
| Maximiliano Rodríguez | Newell's Old Boys   | 4    | 3      | 1      | 0        | 0       |
| Diego Vera            | Atlético de Rafaela | 4    | 3      | 1      | 0        | 0       |
| Leonel Vangioni       | River Plate         | 4    | 4      | 0      | 0        | 0       |
| Bruno Zuculini        | Racing              | 4    | 3      | 1      | 0        | 0       |

Fonte: Tabla de goleadores del Torneo Final 2013